# 瓦謝爾灣
77°49′S 35°07′W / 77.817°S 35.117°W
瓦謝爾灣（德語：Vahselbucht）位於南極洲盧依波德海岸的西部，龍尼-菲爾希納冰架東方，約7英里（11）寬，是施魏策爾冰河與雷辛費爾德冰河的出海口。由德國探險家威廉·菲爾希納發現，以探險途中過世的「德國」號船長理查·瓦謝爾命名。